# Filous et compagnie
Pour plus de détails, voir Fiche technique et Distribution.
Filous et compagnie est un film français réalisé par Tony Saytor, sorti en 1957.

## Fiche technique
- Titre : Filous et compagnie
- Réalisation : Tony Saytor
- Scénario : Auguste Isnard et René Wheeler
- Décors : Robert Hubert
- Photographie : Paul Cotteret
- Son : Lucien Lacharmoise
- Montage : André Gaudier
- Musique : Georges Van Parys
- Société de production : Les Films Marivaux
- Pays d’origine :  France
- Format :  Noir et blanc - 2,35:1 - 35 mm - son mono
- Genre : Comédie
- Durée : 90 minutes
- Date de sortie : France : 20 novembre 1957

## Distribution
- Sophie Desmarets : Marianne
- Marie Daëms : Mireille
- Pierre Destailles : Alfredo
- Jean Parédès : Guillaume
- Roland Lesaffre : Fernand
- Fernand Sardou : le faux colonel
- Louis Bugette : le général